# 鹰扬宴
鷹揚宴是科舉制度的宴會之一，取自《詩經》“維師尚父，時維鷹揚”之句，威武如鷹之飛揚的意思。鷹揚宴是武科会試放榜後，由地方官員宴請武舉進士，相當於文科舉的鹿鳴宴。武科殿試放榜後，在兵部舉行會武宴，規模比鷹揚宴更大，相當於文科舉的瓊林宴。

## 概述
鹿鳴宴、瓊林宴、鷹揚宴、會武宴是科舉制度形成後，漸成成規的“科舉四宴”。

## 記載
在清吳榮光的《吾學錄•貢舉》中有記載：“《通禮》武殿試傳臚後，燕（宴）有事各官暨諸進士於兵部，曰會武燕（宴）。”清梁章鉅《浪跡叢談•武生武舉》也雲：“文稱鹿鳴宴，武稱鷹揚宴，人皆知之；文進士稱恩榮宴，而武進士稱會武宴，則罕有知者。”